# Anna Nordgren

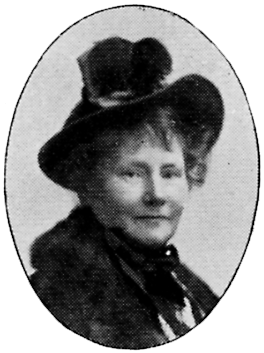
Fotografie von Anna Nordgren

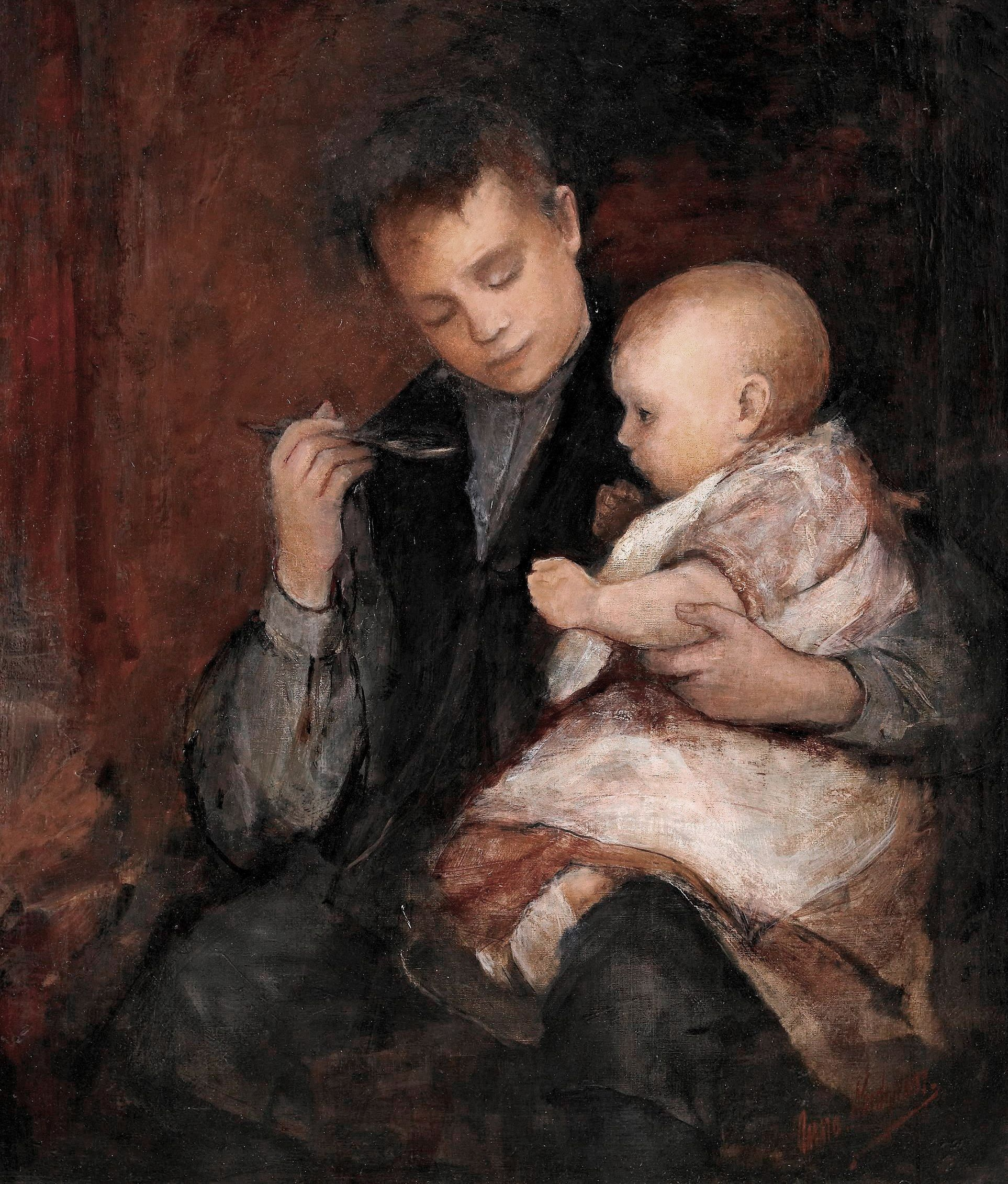
Anna Nordgren: Lillan matas

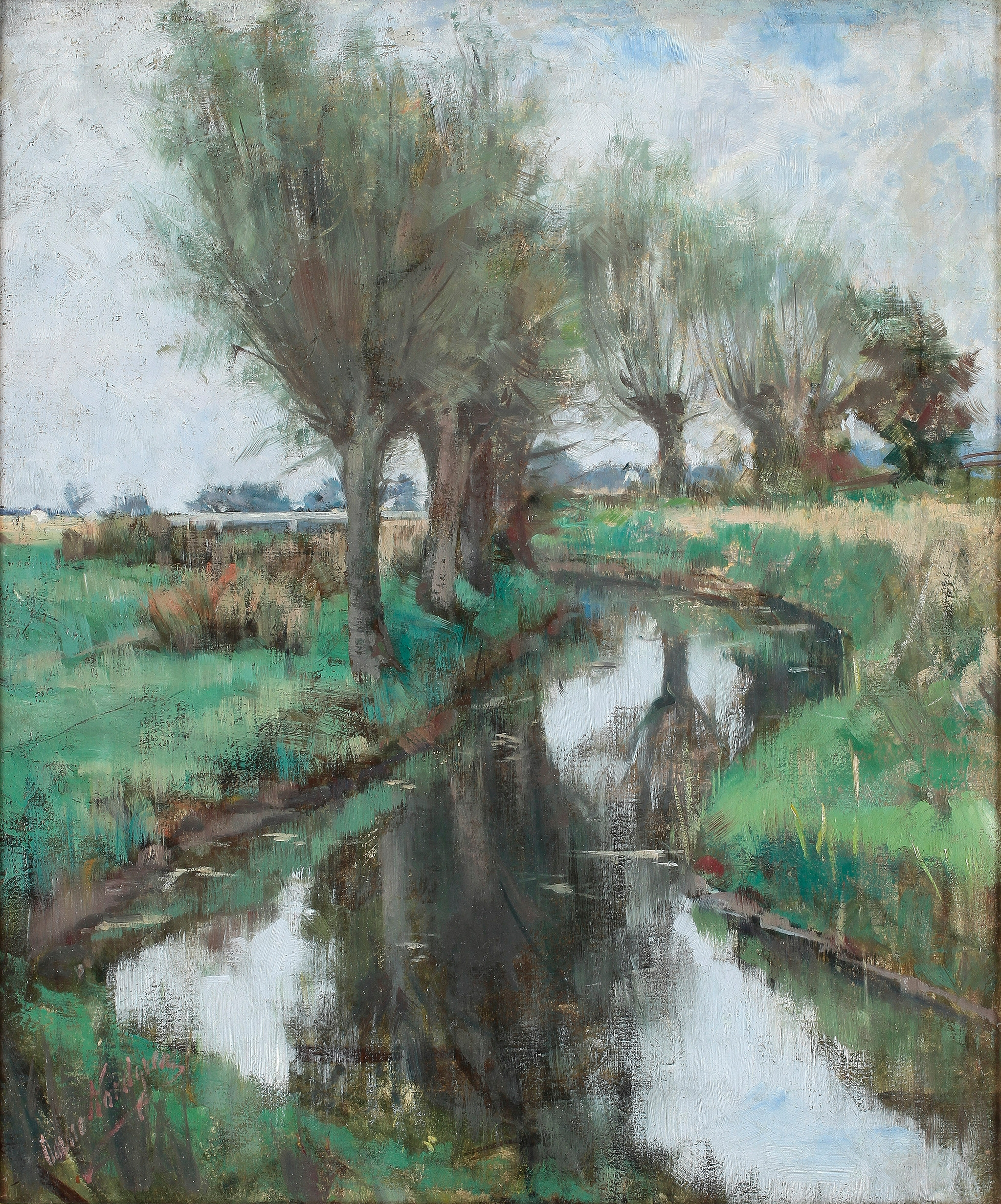
Anna Nordgren: Landskap

Anna Christina Nordgren (geboren am 13. Mai 1847 in Mariestad; gestorben am 10. September 1916 in Skara) war eine schwedische Malerin und Zeichnerin.

## Leben
Anna Nordgren kam 1847 als Tochter des Gutsbesitzers Frans Johan Nordgren und seiner Frau Anna Charlotta, geborene Lundahl, in Mariestad zur Welt. Ihre älteren Geschwister waren der 1841 geborene Bruder Frans und die 1844 geborene Schwester Emelie. Im Jahr ihrer Geburt zog die Familie auf das Gut Åsen bei Hjo. 1848 wurde der Bruder Pehr und 1850 die Schwester Bertha geboren. 1857 zog die Familie zurück nach Mariestad und 1861–/1862 auf das Landgut Sjögerås bei Falköping.
Auf der Mädchenschule in Skara wurde Nordgrens künstlerisches Talent bemerkt und ihr Zeichenlehrer Carlberg unterrichtet sie in Ölmalerei. 1865 begann sie ihre künstlerische Ausbildung an der Slöjdskolan Stockholm und gehörte zu den ersten Studentinnen der Frauenabteilung der Königlichen Kunstakademie in Stockholm, wo sie von 1867 bis 1874 bei den Professoren Carl Gustaf Qvarnström und Johan Christoffer Boklund Unterricht erhielt. Mehrfach wurde sie in dieser Zeit für ihre Leistungen ausgezeichnet, 1874 erhielt sie einen Preis für das Gemälde Moses utsattes av sin moder Jochebed i vassen (Moses wird von seiner Mutter Jochebed im Schilf ausgesetzt). Auf Anraten ihres Lehrers Boklunds ging sie 1874 zusammen mit den Malerinnen Amanda Sidwall und Sophie Södergren nach Paris, um ihre Ausbildung fortzusetzen.
In Paris studierte Nordgren bis 1877 an der Académie Julian bei Tony Robert-Fleury und nahm Unterricht an der Académie von Émile Auguste Carolus-Duran. Sie lebte bis 1883 in Paris, wo sie besonders von dem Maler Jules Bastien-Lepage beeinflusst wurde. Es entstanden vor allem Porträts und Genreszenen. 1876 waren zwei Werke von Anna Nordgren auf der Weltausstellung 1876 in Philadelphia zu sehen. In Schweden zeigt sie 1877 fünf Werke in der Kunstakademie und König Oskar II. erwarb das Gemälde Flicka i tågfönster. Seit 1878 zählte in Paris die Malerin Marie Bashkirtseff zu ihrem Freundeskreis. Ab 1879 stellte Nordgren mehrfach Gemälde im Salon de Paris aus. 1884 hielt sie sich in der Bretagne auf und schuf dort mehrere Werke.
Nordgren lebte ab 1885 in London, dass sie in den Jahren zuvor bereits mehrfach besucht hatte. In der Folgezeit nahm sie an zahlreichen Ausstellungen teil und erhielt viel Lob von den englischen Kunstkritikern. Sie stellte ihre Werke unter anderem in der Grosvenor Gallery, der Royal Academy of Arts, der Royal Society of British Artists, der New Gallery, der Society of Lady Artists, im Royal Institute of Oil Painters, im Royal Institute of Painters in Water Colours, in der Royal Society of Portrait Painters, der Pastel Society und in den Grafton Galleries aus. In der Londoner Clifford Gallery hatte Nordgren 1894 und 1897 Einzelausstellungen. Darüber hinaus zeigte sie ihre Werke auch in Glasgow, Liverpool und Birmingham. Während eines Aufenthaltes in St Ives in Cornwall entstand das Gemälde Fiskare från Cornwall (Fischer aus Cornwall), das Nordgren 1889 auf der Weltausstellung in Paris zeigte, wo es eine lobende Erwähnung erhielt. Zu ihren Freunden in London gehörte die irische Malerin Sarah Purser und der amerikanische Künstler James McNeill Whistler. Constance Gore-Booth wurde ihre Schülerin, mit der sie 1892 Irland besuchte und dort gemeinsam malte.
1899 kehrte Nordgren nach Schweden zurück, stellte aber bis 1902 weiterhin in London aus. Sie hatte ihre Heimat in den zurückliegenden Jahren regelmäßig besucht und ihre Werke auch dort in Ausstellungen gezeigt. 1904 waren Werke von Nordgren auf der Weltausstellung in St. Louis zu sehen. Sie lebte in Schweden zunächst in Göteborg, ab 1908 in Drottningholm, ab 1909 in Stockholm und ab 1913 in Skara, wo sie 1916 im Alter von 69 Jahren starb. Nordgren hatte nie geheiratet und blieb kinderlos.
Nordgrens Werk ist vor allem vom Akademischen Realismus in Frankreich der 1870er und 1880er Jahre beeinflusst, wie er im Salon de Paris gezeigt wurde. Sie schuf meist dunkle Werke in Öl, als Aquarell und Pastell. Ihre Genrebilder mit Interieurszenen schildern wiederholt das Leben der ärmeren Bevölkerungsschichten. Daneben malte sie Porträts, Landschaftsbilder und religiöse Motive. Nordgren zeigte wenig Interesse an neuen Malstilen wie den Impressionismus und nachfolgenden Kunstrichtungen. Auch die romantischen Motive einer nordischen Malerei, wie sie beispielsweise im Werk der schwedischen Maler Carl Larsson und Anders Zorn zu finden sind, blieben ohne Einfluss auf das Werk Nordgrens.

## Werke in öffentlichen Sammlungen (Auswahl)
- Midwife from Vanö – Ungarische Nationalgalerie, Budapest
- Comtesse Constance de Markievicz – National Gallery of Ireland, Dublin
- Flicka som spritar ärtor – Kunstmuseum Göteborg, Göteborg
- Porträtt av Berndt Lindholm – Ateneum, Helsinki
- Rest – Indianapolis Museum of Art, Indianapolis
- Porträtt av Marie Bashkirtseff – Musée des Beaux-Arts de Nice, Nizza
- Dam med sorgslöja – Västergötlands Museum, Skara
- Porträtt av en dotter till tandläkare – Västergötlands Museum, Skara
- Interiör – Schwedisches Nationalmuseum, Stockholm
- Pojkporträtt – Schwedisches Nationalmuseum, Stockholm
- Kvinna i ett tågfönster – Schwedisches Nationalmuseum, Stockholm